# Božena Benešová

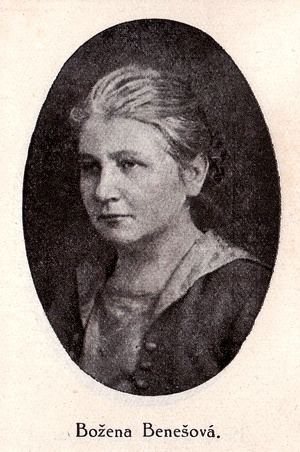
Foto 1923

Božena Benešová, geborene Božena Zapletalová, (* 30. November 1873 in Neutitschein, Österreich-Ungarn; † 8. April 1936 in Prag) war eine tschechische Schriftstellerin. Den größten Teil ihres Lebens verbrachte sie in Uherské Hradiště und Napajedla, wo sie auch heiratete. 1908 zog sie nach Prag um. Sie vertrat eine psychologische Prosa, die dem bürgerlichen (Familien-)Leben mit Skepsis und Ironie begegnete. Ihre Personen kämpfen mit Einsamkeit und Egoismus. Meist handelt es sich dabei um junge Menschen aus der Stadt. Auf Benešovás Wirken hatten vor allem die Werke von Růžena Svobodová großen Einfluss. Neben Prosawerken veröffentlichte sie auch einen Gedichtband.

## Romane
- Člověk, 1919–1920.
- Tiché dívky, 1922.
- Úder, 1926.
- Podzemní plameny, 1929.
- Tragická duha, 1933 (die drei letzten Trilogien über Zeit des Ersten Weltkrieges).
- Don Pablo, Don Pedro a Věra Lukášová, 1936; deutsch: Don Pablo, Don Pedro und das Mädchen Vera, Prag 1961 (online (tschechisch) PDF, 74 S., 188 kB; autobiografische Züge; verfilmt 1939 unter dem Titel Věra Lukášová durch Emil František Burian)